# Pont-Péan
Pont-Péan (bret. Pont-Pagan) – miejscowość i gmina we Francji, w regionie Bretania, w departamencie Ille-et-Vilaine.
Według danych na rok 1999 gminę zamieszkiwało 3213 osób, a gęstość zaludnienia wynosiła 266 osób/km² (wśród 1269 gmin Bretanii Pont-Péan plasuje się na 313. miejscu pod względem liczby ludności, natomiast pod względem powierzchni na miejscu 879.).